# Napoléon Marie Joseph Suchet
Napoléon Marie Joseph Suchet d'Albufera, 6e comte Suchet, 6e duc d'Albufera,  (1912-2006) est un journaliste et maire de Montgobert (Aisne).
Il a succédé à son frère aîné, Louis Victor André Gabriel Suchet 5e comte Suchet, 5e duc d'Albufera (1905-1995).

## Biographie
Il est le fils cadet de Louis, 4e comte Suchet, 4e duc d'Albufera (1877-1953) et d'Anna Masséna d'Essling de Rivoli (1884-1967), descendante d'André Masséna (1758-1817), maréchal d'Empire.
Il a un frère Louis et une sœur aînés, Paule Rose (1910-1991), épouse de François, 8e marquis de Grammont (1906-1945), mort au camp de Dachau).
Marié à Viels-Maison (Aisne) le 21 août 1943 à Claude de Ladoucette (Paris, 12 mars 1923 - Paris, 12 mai 2014), Fille de Robert Charles Joseph, 4e baron de Ladoucette [Emp. ] (Paris, 4 janvier 1879 - 1961) et de sa femme (Paris, 7 mars 1911) Alexandrine "Alix" de Grammont (Paris, 18 avril 1891 - 1978), descendante d'Eugène-Dominique de Ladoucette (1807-1887), conseiller d'État, député des Ardennes, président du conseil général des Ardennes. Le couple eut quatre enfants :
- Louis Victor Emmanuel Suchet 7e comte Suchet, 7e duc d'Albufera (1944) ;
- François (1945-1945), sans descendance ;
- Philippe (1947) ;
- Anna (1953).

Le 6e duc d'Albufera fut maire de Montgobert (en 1945 et de 1952-1989).

## Ancêtres célèbres
Par le jeu des alliances, le 6e duc d'Albufera descend, outre de Louis-Gabriel, comte Suchet, 1er duc d’Albufera et maréchal d'Empire (1770-1826), également de Louis Nicolas d’Avout, duc d’Auerstaedt, prince d’Eckmühl (1770-1823), d'André Masséna, tous trois maréchaux d'Empire, ainsi que de Joseph Bonaparte et de Lucien Bonaparte.

## Décorations
- Croix de guerre 1939-1945
- Étoile de la Grande-Comore[1]